# Mastrus sordipes
Mastrus sordipes är en stekelart som först beskrevs av Johann Ludwig Christian Gravenhorst 1829.  Mastrus sordipes ingår i släktet Mastrus och familjen brokparasitsteklar. Inga underarter finns listade i Catalogue of Life.